# Tiszaugi vasúti Tisza-híd
A tiszaugi vasúti Tisza-híd Tiszaug és Lakitelek között található, Bács-Kiskun és Jász-Nagykun-Szolnok vármegye határán. Az 1927 és 1929 között épült hídon a 146-os számú Kunszentmárton-Lakitelek-vasútvonal vezet át. Átadásától 1952-ig közúti hídként, 1952-től 2001-ig közös közúti-vasúti hídként üzemelt. A tiszaugi közúti Tisza-híd 2001-es átadása óta csak a vasúti forgalmat szolgálja.

## Története

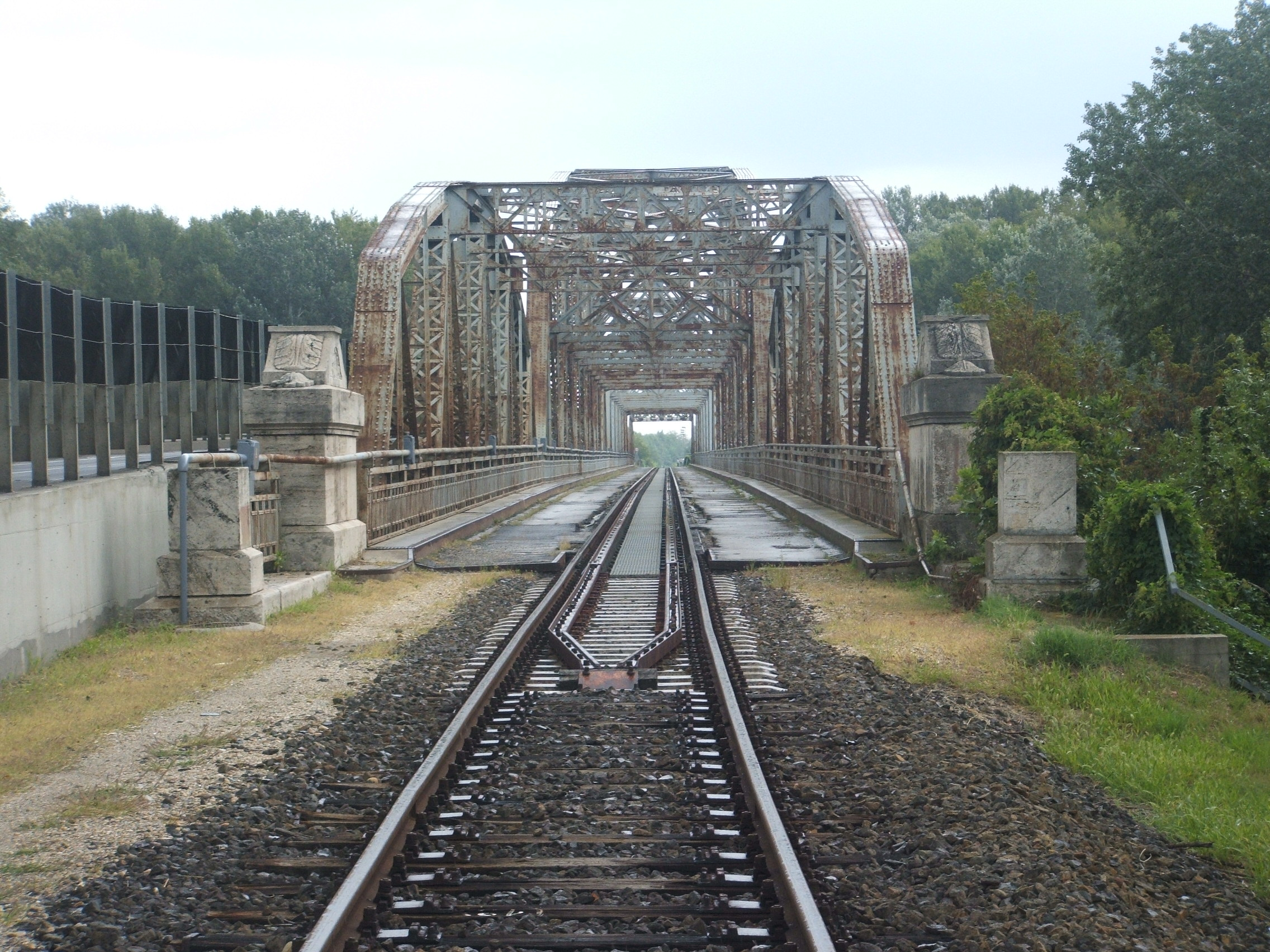
A híd Lakitelek felől nézve

A tiszaugi rév már a híd építése előtt régen fontos átkelőhely volt, a Kecskemétre vezető út itt keresztezte a Tiszát. A tiszaugi révig 1896-ban helyiérdekű vasútvonal épült ki Kecskemét felől, melynek rakodóvágánya a folyóparton végződött. Mivel híd kiépítésére nem volt pénz, a vasútvonal átvezetésére még várni kellett. 1907-ben Kecskemét városa 200 000 koronát ajánlott fel hídépítésre, a minisztérium azonban nem támogatta a tervet.
1923-ban a tiszazugi települések kérték fel Kecskemét városát híd építésére. Kecskemét és a Közlekedésügyi Minisztérium képviselői a tárgyalásuk során megegyeztek, hogy a költségek nagy részét a minisztérium vállalja, cserében a város átadja a hídépítéshez szükséges területet és lemond a vámjogról. A végső költségek 3,12 millió pengőt tettek ki, melyekből Kecskemét 480 000 pengőt állt. A földmunkákat 1925 októberében kezdték, magának a hídnak az építését 1927. október 7-én. A költségek jelentős részét (1,6 millió pengőt) a földmunkák miatt szükséges kiadások tették ki, a rossz talajviszonyok és a feljárók hossza miatt. A híd négynyílású acélszerkezetet kapott 52,66 m + 103,19 m + 103,19 m + 52,66 m hosszakkal. Az 1514 tonna tömegű acélszerkezetet a Magyar Királyi Állami Vas-, Acél- és Gépgyár készítette diósgyőri és ózdi acélból. A híd próbaterhelését 1929. július 20-án tartották, átadása 1929. október 17-én volt. Az ünnepélyes hídavatásra 25 vagonos szerelvény hozta az ünneplőket Kecskemétről. A nemzetszínű szalagot vitéz Nagybányai Horthy Miklós kormányzó vágta át.
A második világháború során 1944-ben a visszavonuló német csapatok felrobbantották a hidat. Újjáépítése hamarosan megkezdődött. A két felrobbantott fő nyílás közül az egyiket helyre lehetett állítani, a másikat újra kellett gyártani. Az újjáépítési munkálatok 1946-1947 között zajlottak. A vasúti forgalom 1952-ben indult meg rajta. A Rákosi-rendszer tervezett egy belső vasúti összekötő vonalat építeni Dunaföldvár-Kecskemét-Kunszentmárton-Mezőtúr-Kisújszállás irányban, melynek részeként épült meg a Lakitelek-Kunszentmárton vasútvonal. A vasútvonalat fővonallá fejleszthetőnek tervezték, de az összekötő vonal további részei nem készültek el.
Az utóbbi évtizedekben jelentősen megnövekedett a közúti forgalom, amelyet a híd egyre nehezebben tudott kiszolgálni. Az északi oldalán 2000 és 2001 között épült fel a közúti híd, amely tehermentesítette a 44-es főút forgalma alól. Azóta csak a vasúti forgalmat látja el.